# Basin Street Blues
Basin Street Blues (littéralement blues de Basin Street (en)) est un standard de jazz Dixieland écrit par Spencer Williams, publié en 1926 chez Triangle Music et popularisé par l'enregistrement de Louis Armstrong et ses Hot Five du 4 décembre 1928. 
Le Basin Street (en) du titre se réfère à la rue principale de Storyville, le Red Light District du vieux carré français de La Nouvelle-Orléans.

## Histoire
Originellement écrite (paroles et musiques) en 1926 par Spencer Williams, le couplet fut composé en 1931 (paroles et musique) par Jack Teagarden et Glenn Miller et apparaît pour la première fois dans la version des Charleston Chasers (en) enregistrée 1931 sous la direction de Benny Goodman et chantée par Jack Teagarden. Depuis, ce thème est inclus dans le morceau et figure dans la partition éditée en 1933.

## Enregistrements
Le premier enregistrement de Basin Street Blues fut effectué par Louis Armstrong and His Hot Five le 4 décembre 1928, deux ans après la publication de la partition. La session d'enregistrement s'est effectuée à Chicago, avec Louis Armstrong à la trompette et au chant, Fred Robinson au trombone, Jimmy Strong à la clarinette, Earl Hines au piano et au célesta, Mancy Carr au banjo et Zutty Singleton à la batterie.
Il y a eu depuis plusieurs centaines d'enregistrement de la chanson parmi lesquels The Charleston Chasers (en) (sous la direction de Benny Goodman en 1931), Fats Waller (1937), Louis Prima (sur l'album The Wildest! en 1956), Ray Charles (sur l'album The Genius Hits the Road en 1960), Miles Davis (sur l'album Seven Steps to Heaven du Miles Davis Quintet en 1963), Peggy Lee (sur l'album Blues Cross Country (en) en 1962 et sur l'album Miss Peggy Lee Sings the Blues (en) en 1988), Colette Magny (sur le 45 tours Melocoton en 1963), etc.

## Cinéma
Rapidement devenue un standard de jazz, la chanson figure sur la bande son de nombreux films dont :
- 1954 : Romance inachevée (The Glenn Miller Story) d'Anthony Mann, biographie filmée de Glenn Miller
- 1995 : Casino (Casino) de Martin Scorsese
- 2008 : L'Étrange Histoire de Benjamin Button (The Curious Case of Benjamin Button) de David Fincher
- 2016 : 20th Century Women de Mike Mills